# Pieri (cognome)
Pieri è un cognome di lingua italiana.

## Varianti
De Pero, De Pieri, De Piero, Del Piero, Depero, Di Piero, Pera, Perani, Perano, Perassi, Perasso, Perazzi, Perazzini, Perazzino, Perazzo, Perelli, Peretti, Peretto, Peri, Perin, Perina, Perinelli, Perinello, Perinetti, Perinetto, Perini, Perino, Pero, Peruz, Peruzzi, Peruzzini, Peruzzo, Pierani, Pierati, Pierato, Pieretti, Pierini, Piero, Pierone, Pieroni, Pierotti, Pierotto, Pierucci.

## Origine e diffusione
Il cognome è tipicamente toscano, ma diffuso in tutta l'Italia centro-settentrionale.
Potrebbe derivare dal nome Piero, variante di Pietro.
In Italia conta circa 2366 presenze.
La variante Pierani è marchigiana e bresciana; Piero compare sporadicamente in Lombardia; Pierone e Pierotto, estremamente rari, sono veneti; Pierucci è savonese, genovese, toscano, marchigiano, umbro, altolaziale e romano; Pierini e Pieroni sono toscani; Pieretti e Pierotti compaiono nel lucchese, romano e umbro-marchigiano; Peri è settentrionale, con comparse anche in Toscana, Lazio e Sicilia; Pero è torinese, astigiano, genovese, perugino, napoletano, casertano, palermitano e salentino; Perelli compare in tutto il centro-nord; Perani è bresciano e bergamasco; Peretti è piemontese e lombardo occidentale, veronese, vicentino, marchigiano e romano; Pera compare in Liguria, basso Piemonte, Lazio, Sicilia, all'Aquila e nel lucchese; Perasso è ligure e basso piemontese; Perazzo compare nelle stesse zone del precedente e in provincia di Salerno; Peruzzi compare al centro-nord; Peruzzini è pesarese e anconetano; Peruzzo è veneto; De Pieri è veneziano e trevigiano; De Piero è pordenonese; Del Piero è friulano e ossolano; De Pero è settentrionale; Depero è veneto e trentino; Di Piero compare nell'Italia centrale; Pierato è veneto; Pierati è praticamente unico.

## Persone
- Marcello Pieri – cantautore italiano
- Marzio Pieri – critico letterario italiano
- Mirko Pieri – allenatore di calcio ed ex calciatore italiano, di ruolo difensore